# シャイン (宮野真守の曲)
「シャイン」は、宮野真守の12枚目のシングル。2015年4月15日にキングレコードから発売された。

## 概要
前作「BREAK IT!」から約5ヶ月ぶりのリリースとなるシングル。
表題曲「シャイン」は、テレビアニメ『うたの☆プリンスさまっ♪ マジLOVEレボリューションズ』のオープニングテーマとして起用された。作詞は宮野自身が、作曲は「オルフェ」、「カノン」に引き続き上松範康が手掛け、劇中のアイドルたちの輝きを打ち出したダンスチューンとして制作されている。
カップリング曲の「Be Mine」と「TRANSFORM」は、文化放送「宮野真守のRADIO SMILE」のエンディングテーマとオープニングテーマにそれぞれ起用された。楽曲自体は、「Be Mine」が「悲恋」をテーマにしたR&B風バラード、「TRANSFORM」が狼男をモチーフにしたEDMにそれぞれ仕上がっている。
表題曲にはPVが制作され、サイパン島にて撮影が行われ、南国の景色をバックにした踊り、宮野とダンサーのソロシーン、そして海岸で遊びに興じるシーンが交錯する演出となっている。また、ジャケット写真はロサンゼルスの海岸で撮影された。

## チャート成績
オリコンチャートのCDシングルデイリーランキングでは、2015年4月18日付のランキングで初の1位を獲得。個人名義で活動する男性声優の作品としては、初の快挙となった。
オリコンチャートのCDシングル週間ランキングでは、2015年04月27日付のランキングで初登場3位を記録した。

## シングル収録曲
| #         | タイトル      | 作詞         | 作曲         | 編曲         | 時間  |
| --------- | ------------- | ------------ | ------------ | ------------ | ----- |
| 1.        | 「シャイン」  | 宮野真守     | 上松範康     | 藤田淳平     | 4:39  |
| 2.        | 「Be Mine」   | 前迫潤哉     | 小田桐ゆうき | 小田桐ゆうき | 3:59  |
| 3.        | 「TRANSFORM」 | Amon Hayashi | TSUGE        | TSUGE        | 4:41  |
| 合計時間: | 合計時間:     | 合計時間:    | 合計時間:    | 合計時間:    | 13:19 |

## 収録アルバム
| 曲名     | 収録アルバム | 発売日        | 備考                  |
| -------- | ------------ | ------------- | --------------------- |
| シャイン | 「FRONTIER」 | 2015年9月16日 | 5thオリジナルアルバム |